# Phoca
Phoca er en slægt af ægte sæler. Den indeholder kun to arter, spættet sæl og larghasæl. Slægten har tidligere omfattet flere arter, der nu er udskilt i slægterne Pusa, Pagophilus og Histriophoca. Larghasæl har indtil for nylig været betragtet som en underart af Phoca vitulina, men betragtes nu som sin egen art.

## Arter
Der er to anerkendte arter i slægten ''Phoca'':
| Billede | Videnskabeligt navn | Dansk navn  | Fordeling                                                                      |
| ------- | ------------------- | ----------- | ------------------------------------------------------------------------------ |
|         | Phoca largha        | Larghasæl   | Nordkysterne af Alaska, Canada og Sibirien                                     |
|         | Phoca vitulina      | Spættet sæl | Det nordlige Atlanterhav, inklusiv Nordsøen og danske farvande, og Stillehavet |

Tidligere medlemmer af slægten Phoca :
- Histriophoca fasciata ( harlekinsæl)
- Pusa caspica (kaspisk sæl)
- Pusa hispida (ringsæl)
- Pusa sibirica (Baikalsæl)
- Pagophilus groenlandica (grønlandssæl)